# Chu Lệ Kỳ
Chu Lệ Kỳ hay Châu Lệ Kỳ có tên tiếng Anh là Niki Chow (sinh ngày 30 tháng 08 năm 1979 tại Hồng Kông thuộc Anh) là một nữ diễn viên truyền hình-diễn viên điện ảnh, người mẫu kiêm ca sĩ nổi tiếng người Hồng Kông. Cô từng là diễn viên độc quyền của hãng TVB.

## Sự nghiệp
Bộ phim truyền hình TVB đầu tiên Chu Lệ Kỳ tham gia là Định mệnh tình duyên. Cô bắt đầu được biết đến nhiều qua bộ phim Mưu dũng kỳ phùng 2005 với sự tham gia của nam diễn viên nổi tiếng TVB Trần Hào. Bộ phim này đã giúp cô giành được giải Nữ diễn viên tiến bộ nhất tại Lễ trao giải TVB Anniversary Awards (2005). Thành công tiếp theo qua bộ phim Khúc nhạc tình yêu giúp cô trở nên nổi tiếng hơn.

## Giải thưởng
- Nữ diễn viên chính xuất sắc nhất: Câu chuyện khởi nghiệp (2018) (Giải Hoa Đỉnh lần thứ 24)
- Nữ diễn viên tiến bộ nhất: Mưu dũng kỳ phùng (2005) (TVB)

## Phim
Phim điện ảnh
Phim truyền hình
| Năm     | Tên phim                     | Tên tiếng Anh             | Vai diễn                         | Ghi chú |
| ------- | ---------------------------- | ------------------------- | -------------------------------- | --- |
| 2004    | Định mệnh tình duyên         | Hard Fate                 | Lương Vịnh Tư (Ceci)             | |
| 2005    | Mưu dũng kỳ phùng            | The Gentle Crackdown      | Lục Thập Nghĩa (Thập Nghĩa Muội) | Đoạt giải - Giải TVB cho Nữ diễn viên tiến bộ nhất TVB Magazine Popularity Award (Top 10 Most Popular Characters) |
| 2006    | Khúc nhạc tình yêu           | Under the Canopy of Love  | Cao Dật Thi                      | Đề cử - Giải TVB cho Nữ diễn viên chính xuất sắc nhất (Top 20) Đề cử - Giải TVB cho Nữ nhân vật được yêu thích nhất (Top 5) Đoạt giải - Giải TVB cho Cặp đôi được yêu thích nhất trên màn ảnh (với Trịnh Gia Dĩnh) (Astro Award) |
| 2007    | Tình Yêu Tuyệt Vời           | Colours of Love           | A Nghi                           | |
| 2008    | Hạnh phúc mong manh          | The Seventh Day           | Lăng Gia Ân                      | |
| 2009    | Cao thủ bida                 | The King of Snooker       | Du Gia Cần                       | |
| 2009    | Thư kiếm ân thù lục          | The Book and the Sword    | Hoắc Thanh Đồng                  | |
| 2011-12 | Lang quân như ý              | Bottled Passion           | Từ Tâm                           | Đề cử - Giải TVB cho Nữ diễn viên chính xuất sắc nhất (Top 10) Đề cử - Giải TVB cho Nữ nhân vật được yêu thích nhất (Top 10) |
| 2012    | Nữ cảnh tác chiến            | Sergeant Tabloid          | Lữ Phi Hiệp                      | |
| 2013    | Hảo tâm tác quái             | A Change of Heart         | Nguyễn Tiểu Cát                  | |
| 2014    | Đại Hán hiền hậu Vệ Tử Phu   | The Virtuous Queen Of Han | Bình Dương công chúa             | Phim Trung Quốc (Đại Lục) |
| 2017    | Năm ấy hoa nở trăng vừa tròn | Nothing Gold Can Stay     | Thiên Hồng                       | Phim Trung Quốc (Đại Lục) |
| 2018    | Câu Chuyện Khởi Nghiệp       | Another Era               | Trác Định Nghiêu                 | Đoạt giải - Giải Hoa Đỉnh (lần thứ 24) cho Nữ diễn viên chính xuất sắc nhất |

## Âm nhạc
Album:
| Thứ tự | Thông tin                                                                                  |
| ------ | ------------------------------------------------------------------------------------------ |
| 1      | Pure Niki (EP + DVD) - Phát hành: 25 tháng 8 năm 2005 - Quản lý: BMA Records               |
| 2      | Child-Woman (EP + VCD) - Phát hành: 11 tháng 4 năm 2006 - Quản lý: BMA Records             |
| 3      | Nikikaka (Single - AVCD) - Phát hành: 18 tháng 8 năm 2006 - Quản lý: BMA Records           |
| 4      | Redefine (EP + DVD) - Phát hành: 20 tháng 1 năm 2009 - Quản lý: BMA Records                |
| 5      | Redefine Second Edition (EP + DVD) - Phát hành: 13 tháng 2 năm 2009 - Quản lý: BMA Records |
| 6      | Make a Wish" (Single) - Phát hành: 27 tháng 8 năm 2010 - Quản lý: BMA Records              |
| 7      | F.L.Y. (EP) - Phát hành: 11 tháng 11 năm 2010 - Quản lý: BMA Records                       |

Nhạc phim:
Rõ Biết, Không Biết Ngốc Nghếch (OST Mưu dũng kỳ phùng) (2005) (ft. Trần Hào)
- 請講 (OST Khúc nhạc tình yêu) (2006) (ft. Trịnh Gia Dĩnh)
- 抱著空氣 (OST Hạnh phúc mong manh) (2008) (ft. Trịnh Gia Đĩnh)
- 相信童話 (OST Vua Bida Snooker) (2009) (ft. Trịnh Thiếu Thu)
- 身在福中 (OST TVB Sakura Memories) (2009)
- 心變 (OST Hảo tâm tác quái) (2013)
- Tình Yêu Của Ta Có Người Mới Hoàn Mỹ (OST Vệ Tử Phu) (ft. Nhậm Hiền Tề) (2014)